# Чемпионат мира по волейболу среди женщин 1967
5-й чемпионат мира по волейболу среди женщин прошёл с 27 по 29 января 1967 года в столице Японии Токио с участием четырёх национальных сборных команд. Чемпионский титул во второй раз в своей истории выиграла сборная Японии.
Первоначально ФИВБ назначила проведение чемпионата мира в Перу с 12 по 29 октября 1966 года, но после отказа организаторов от его проведения мировое первенство было перенесено на январь следующего года в Японию.

## Команды-участницы
В чемпионате мира должны были принимать участие 11 сборных команд (Венгрия, ГДР, Китай, КНДР, Перу, Польша, СССР, США, Чехословакия, Южная Корея, Япония), но накануне открытия соревнований произошёл скандал. Организаторы отказались заявлять сборные ГДР и КНДР под их официальными названиями, заменив их на Восточная Германия и Северная Корея, а также вывешивать их флаги и исполнять гимны. В результате делегации этих двух стран покинули чемпионат. Солидарность с ними проявили и другие социалистические страны — СССР, Китай, Чехословакия, Венгрия и Польша, также отказавшись участвовать в мировом первенстве. Таким образом, состав участников ограничился лишь четырьмя командами — сборными Японии, Южной Кореи, США и Перу.

## Система проведения чемпионата
Первоначально 11 участников чемпионата мира на первом этапе были разбиты на три группы. 6 команд (по две лучшие из каждой группы) должны были выйти в финальный этап, где по круговой системе разыграть места с 1-го по 6-е. После отказа большинства участников система проведения была изменена. Четыре команды провели соревнования в один круг и определили призёров первенства.

## Арена
Все матчи чемпионата прошли в Токио во Дворце спорта «Ниппон Будокан». Построен в 1964 году. Вместимость трибун — 14 тысяч зрителей.

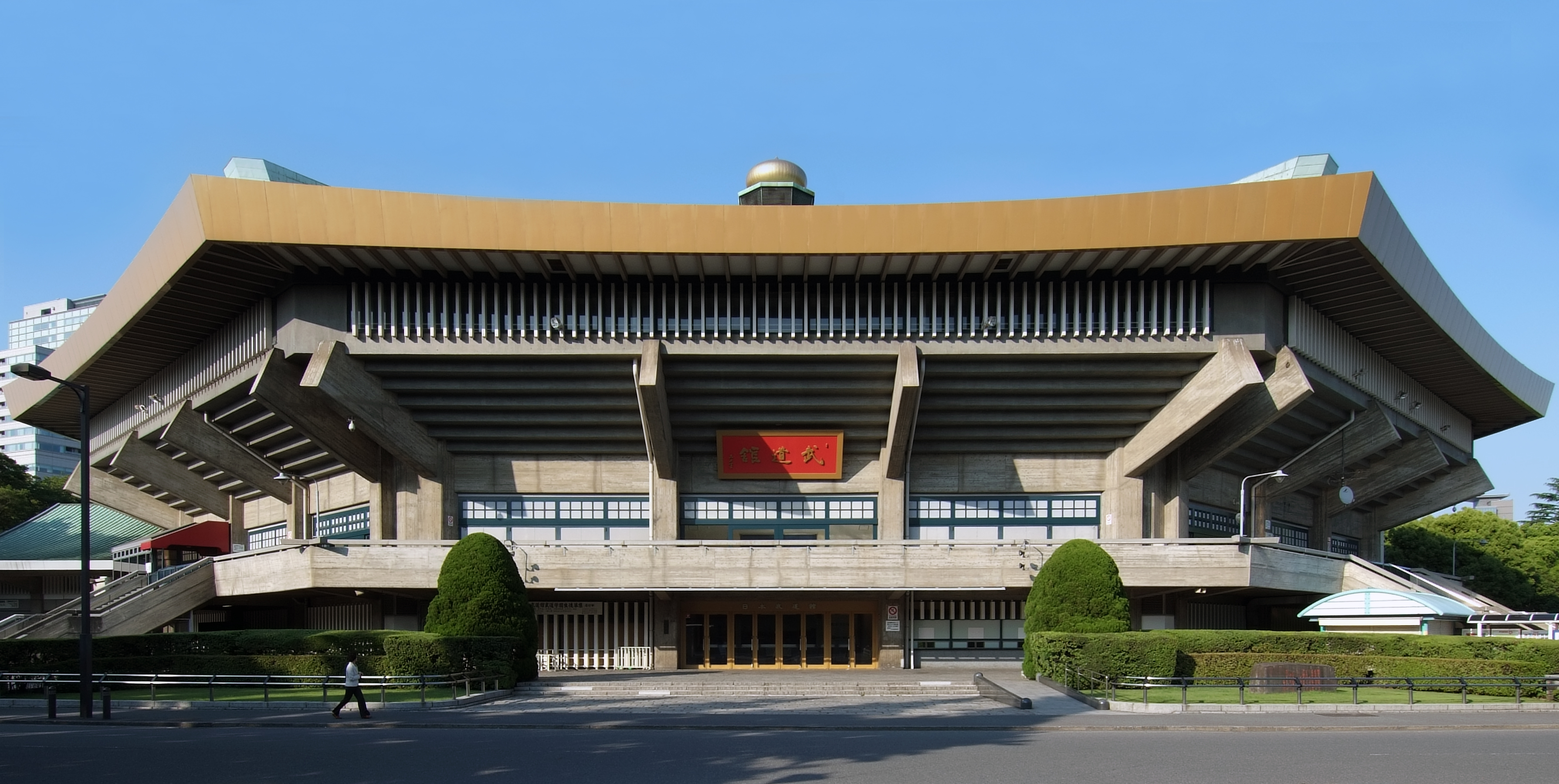
Токио Ниппон Будокан

- Токио
Ниппон Будокан

## Финальная группа
| М | Команда     | 1   | 2   | 3   | 4   | И | В | П | С/П | О |
| - | ----------- | --- | --- | --- | --- | - | - | - | --- | - |
| 1 | Япония      |     | 3:0 | 3:0 | 3:0 | 3 | 3 | 0 | 9:0 | 6 |
| 2 | США         | 0:3 |     | 3:1 | 3:1 | 3 | 2 | 1 | 6:5 | 5 |
| 3 | Южная Корея | 0:3 | 1:3 |     | 3:0 | 3 | 1 | 2 | 4:6 | 4 |
| 4 | Перу        | 0:3 | 1:3 | 0:3 |     | 3 | 0 | 3 | 1:9 | 3 |

25 января: США — Южная Корея 3:1 (15:10, 15:7, 7:15, 15:9); Япония — Перу 3:0 (15:1, 15:5, 15:1).
27 января: США — Перу 3:1 (15:3, 11:15, 15:9, 15:13); Япония — Южная Корея 3:0 (15:3, 15:3, 15:4).
29 января: Южная Корея — Перу 3:0 (15:11, 15:9, 15:11); Япония — США 3:0 (15:12, 15:0, 15:8).

## Итоги

Сборная Японии — чемпион мира 1967

### Положение команд
| Япония      |
| США         |
| Южная Корея |
| 4. Перу     |

### Призёры
Япония: Тоёко Ивахара, Вакако Кумасака, Кацуми Мацумура, Сумиэ Оинума, Аико Онодзава, Сэцуко Сасаки, Эйко Хага, Ёко Синодзаки, Куниэ Сисикура, Судзуэ Такаяма, Тэруко Ямада, Сэцуко Ёсида. Главный тренер — Сигэо Ямада.
  США: Барбара Бриггс, Шарлин Бьюлиг, Фанни Опо, Нинджа Йоргенсен, Лори Льюис, Мэри Метроу, Линда Мёрфи, Дельфин Немет, Нэнси Оуэн, Барбара Перри, Шарон Петерсен, Джейн Уорд. Главный тренер — Док Барроуз.
  Южная Корея: Чхве Чжон Сок, Хе Чжу Ок, Хон Нам Сон, Чху Мун Чжа, Ким Гон Чжа, Ли Чхун Ир, Ли Гун Су, Мун Гён Сок, Се Хи Сок, Ван Гю Ок, Ё Чхун Чжа, Ё Мён Чжа.